# Wilder Berg (Wien)
Der Wilde Berg ist ein 370 m hoher Berg im 23. Wiener Gemeindebezirk Liesing. Er ist der höchste Berg im Bezirksteil Mauer und der dritthöchste des Gemeindebezirks. Höher sind nur der Eichkogel (428 m) im Bezirksteil Rodaun sowie ein namenloser Hügel (377 m) zwischen Gütenbach und Breitenfurt im Bezirksteil Kalksburg.

## Geographie
Der Wilde Berg liegt im Maurer Wald, einem Teil des Wienerwalds, zwischen dem Faßlberg im Westen und der historisch bedeutenden Antonshöhe im Süden. Geologisch gesehen gehört der Wilde Berg zur Flyschzone. Hier finden sich bunte Schiefer und dunkle Sandsteine sowie Aptychenkalke, Fleckenkalke, Hornsteinkalke und Mergel.

## Geschichte
Nordwestlich des Wilden Bergs befand sich ein seit 1834 verwendeter Schießplatz für die beiden Kasernen in Mauer. Unmittelbar südlich des Gipfels wurde 1865 ein Zivil-Schießplatz samt Restauration errichtet. Nach dem Ersten Weltkrieg wurde der Militär-Schießplatz zunächst aufgelassen und das Gelände zunächst dem Verband Societas als Frauenerholungsheim und im Jahr 1920 den Kinderfreunden als Dauererholungsheim verpachtet, welches seit spätestens 1933 nicht mehr genutzt und mittlerweile abgetragen wurde.
Im Zweiten Weltkrieg wurde für die Luftnachrichtentruppen-Kaserne erneut ein Schießplatz erbaut, dessen Betonruinen um das Jahr 2000 abgetragen wurden.
An den Zivil-Schießplatz erinnert das nach 1945 neu errichtete Rasthaus Schießstätte am Wilden Berg.